# Ruspolia pyrgocorypha
Ruspolia pyrgocorypha är en insektsart som först beskrevs av Heinrich Hugo Karny 1920.  Ruspolia pyrgocorypha ingår i släktet Ruspolia och familjen vårtbitare. Inga underarter finns listade i Catalogue of Life.